# Deutsch-Französische Jahrbücher

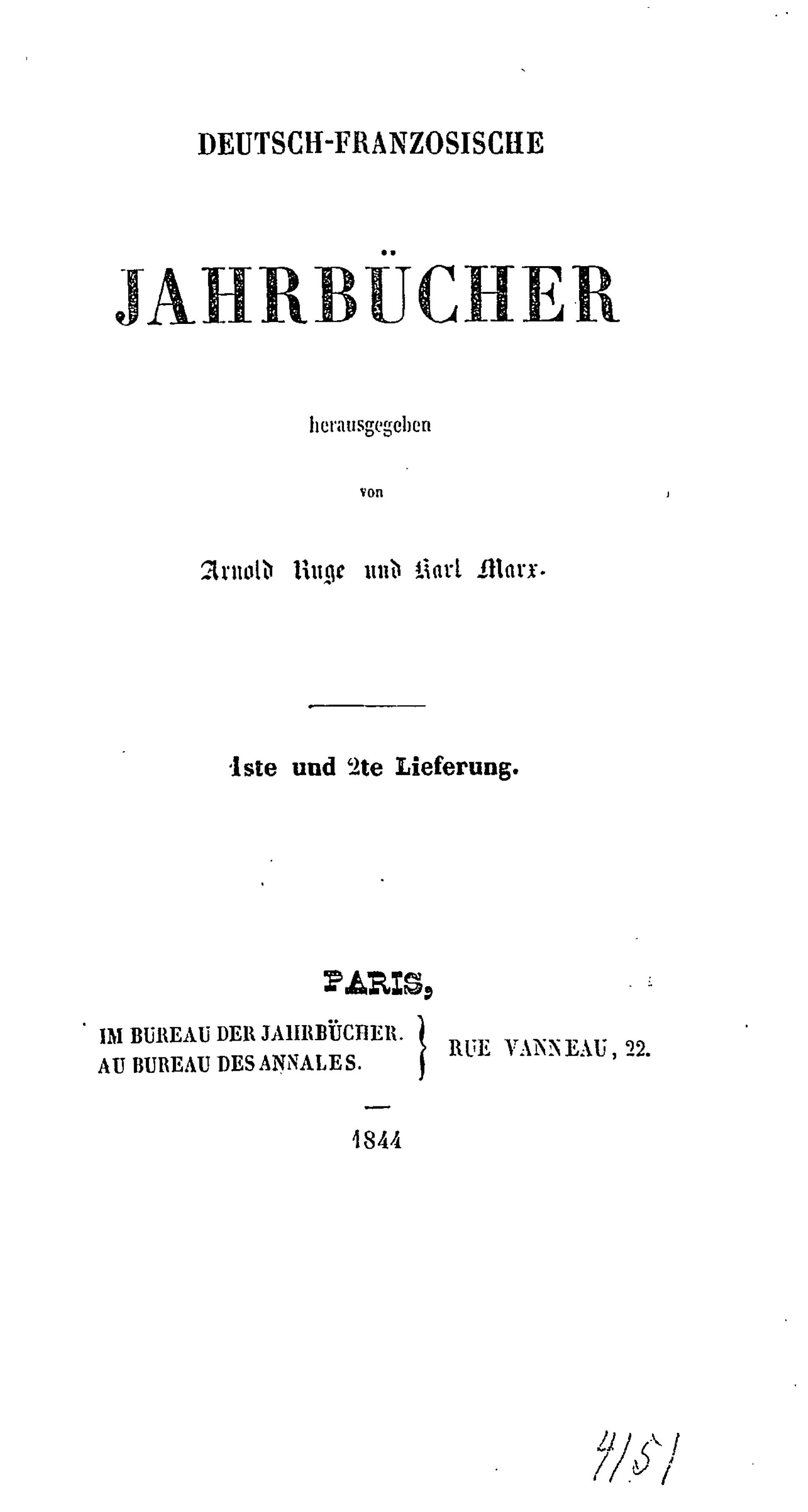
Capa dos Deutsch-Französische Jahrbücher

Deutsch-Französische Jahrbücher (em português, 'Anais Franco-Alemães')  era a denominação de uma revista publicada em Paris, por Karl Marx e Arnold Ruge. Nessa revista, Marx publicou seu ensaio Sobre a Questão Judaica e a Introdução à Crítica da Filosofia do Direito de Hegel. 
O periódico foi criado como reação à censura do governo prussiano à Gazeta Renana. No entanto, teve apenas uma edição, dupla, em fevereiro de 1844, e foi extinta em razão de divergências entre Marx e Ruge, um burguês radical.